# Abadan
Abadan (persiska: آبادان, är en hamnstad i provinsen Khuzestan i sydvästra Iran, på en ö (som också heter Abadan) i Persiska viken, vid Shatt al-Arab, floderna Eufrats och Tigris gemensamma mynningsarm. Staden är en viktig utskeppningshamn för Irans olja, och har stora oljeraffinaderier och petrokemisk industri. Folkmängden uppgår till cirka 230 000 invånare.

## Geografi
Abadan ligger på en ö med samma namn vid floden Arvand Roods östra strand i sydvästra hörnet av Iran, precis vid gränsen till Irak och omkring 55 kilometer från Persiska viken. Ön Abadan är cirka 65 kilometer lång och mellan tre och tjugo kilometer bred.

## Historia
Abadan sägs ha grundats av en mystiker vid namn Abbad på 700- eller 800-talet e.Kr. Staden dyker första gången upp i skriftliga källor i mitten på 800-talet, då den nämns av muslimska geografer. Närheten till hamnstaden Basra gjorde att den snabbt utvecklades till en rik stad, där resande köpte vävda stråmattor och salt. Den blev också ett viktigt utskeppningscentrum. När mongolerna invaderade området på 1200-talet försvann emellertid välfärden och Abadan krympte till en fattig by.
1501 grundades safaviddynastin i Iran, något som stabiliserade regionen, men den osmanska invasionen av nuvarande Irak 1534 orsakade konflikter mellan dem och safaviderna och Abadan kunde därför inte blomstra. Först 1847 erkände osmanerna Irans överhöghet över staden.
1909 upptäcktes olja i området, och Anglo-Persian Oil Company valde Abadan som sin främsta raffineringsplats. Det första raffinaderiet öppnades 1912 och hade en kapacitet på 120 000 ton olja per år. Under första världskriget besattes Abadan av Storbritannien för att användas som upplagsplats. Osmanerna försökte 1914 erövra Abadan, men misslyckades. I mitten av 1950-talet var Abadan en av Irans största städer, med världens största oljeraffinaderi och en vältrafikerad hamn.
I augusti 1978 brändes över 400 personer till döds i en anlagd brand på biografen Rex i staden, en händelse som var en av de utlösande faktorerna till den iranska revolutionen 1979.
Under Iran–Irak-kriget 1980–1988 förstördes staden och all dess infrastruktur nästan helt och hållet. En stor del av befolkningen flydde, men återuppbyggnaden inleddes nästan omedelbart efter krigsslutet och en del av invånarna återvände på 1990-talet då staden till stor del var återuppbyggd. Oljeexporten har sedan dess återupptagits.

## Demografi
Eftersom Abadan i hög grad påverkats av utländska företag som använder sig av okvalificerad arbetskraft från hela landet är Abadan mycket etniskt och ekonomiskt segregerat. Befolkningen är till största delen persisk, men det finns även en betydande arabisk minoritet.
Med den ekonomiska tillväxt som följde i oljans spår växte även Abadans befolkning. 1948 hade staden omkring 100 000 invånare, varav en tredjedel arbetade vid raffinaderierna. På 1950-talet hade befolkningen ökat till omkring 220 000, och 1976 till 296 000. Vid folkräkningen 1996 var invånarantalet 206 073.